# مرگ بر اسرائیل

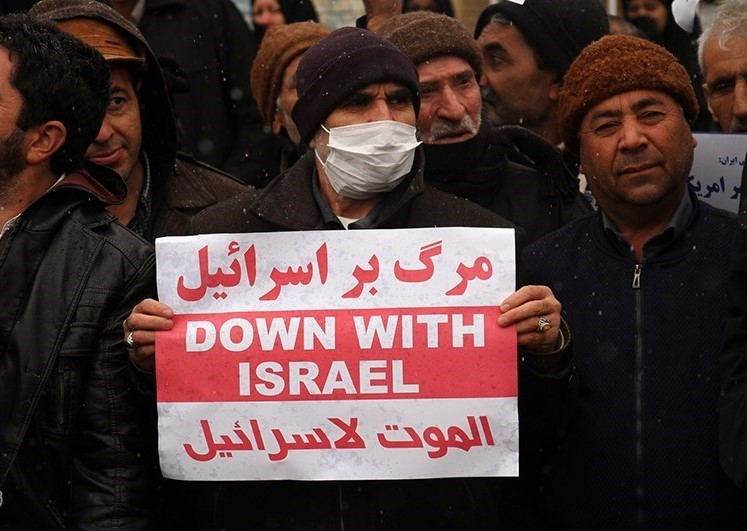
شعار مرگ بر اسرائیل به سه زبان فارسی، عربی و انگلیسی؛ نوشته شده بر پوستری مربوط به یک راهپیمایی در ایران. (۱۳۹۶ ه.ش، بجنورد، راهپیمایی در محکومیت انتقال پایتخت اسرائیل به اورشلیم)

مرگ بر اسرائیل (به انگلیسی: Death to Israel) یک شعار سیاسی علیه اسرائیل است که در ایران و کشورهای دیگری همچون عراق و مکزیک نیز سر داده شده است. حجاج ایرانی در مناسک حج و مراسم اعلام برائت از مشرکین، هر ساله شعار مرگ بر اسرائیل سر می‌دهند. این شعار به‌طور ویژه در روز قدس از جانب تظاهرکنندگان، بر علیه اسرائیل سر داده می‌شود و غالباً با آتش زدن پرچم اسرائیل همراه است. این شعار در فضای مجلس شورای اسلامی ایران نیز مورد استفاده قرار گرفته‌است. در فیلمی که از رزمایش موشکی ایران در دوره ریاست جمهوری محمود احمدی‌نژاد منتشر شد، شعار مرگ بر اسرائیل، بر روی موشک‌های بالستیکی نوشته شده بود که به ماکت‌هایی شلیک می‌شدند. این شعار در ایران، نه به معنای یک شعار سیاسی صرف، بلکه بیان بینش حکومت ایران نسبت به جریان اسرائیل در منطقه است.

## دیگر استفاده‌کنندگان

### جنبش حوثی‌ها

شعار روی پرچم حوثی‌ها در یمن چنین است: «خدا بزرگتر است. مرگ بر آمریکا. مرگ بر اسرائیل. نفرین بر یهودیان، پیروزی از اسلام است»

شعار حوثی‌ها، گروه شورشی شیعه در یمن که ایران نیز از آن حمایت می‌کند، «خدا بزرگ است، مرگ بر آمریکا، مرگ بر اسرائیل، نفرین بر یهودیان، پیروزی بر اسلام» است. این شعار همچنین از شعارهای مورد استفاده از جانب حزب‌الله لبنان است. طارق حمید بر این باور است که شعار مرگ بر اسرائیل در جهان عرب، کارکرد خود را از دست داده‌است و برگزاری مصالحه‌نامه‌ها بین کشورهای عرب منطقه با اسرائیل، گواه این مدعاست. این شعار به عنوان یکی از نمادهای نفرت‌پراکنی علیه اسرائیل مورد توجه حاکمان منطقه خاورمیانه قرار گرفته‌است.

## واکنش‌ها

### مخالفان
نیکی هیلی، نماینده پیشین آمریکا در سازمان ملل، طی توئیتی این شعار را در کنار شعار مرگ بر آمریکا، دلیلی برای مخالفت با ایران دانست. او معتقد است که ایران به دنبال سلاح هسته‌ایست و در پی تحقق این دو شعار است. حسن روحانی طی یک سخنرانی، گفت: «امیدوارم روزی مرگ از همه شعارها جمع شود.» أکرم مکناس از نویسندگان عرب زبان، شعار مرگ بر اسرائیل را شعاری فرسایشی می‌داند که در این روزگاران، کودکان را نیز قانع نمی‌کند و کارایی خود را از دست داده‌است. کریم سجادپور شعار مرگ بر آمریکا را در کنار مرگ بر اسرائیل و همین‌طور حجاب را از پایه‌های اصلی ایدئولوژی نظام جمهوری اسلامی ایران می‌داند که در دهه ۲۰۲۰ میلادی برایشان باقی مانده‌است. بنیامین نتانیاهو، با اشاره به این شعار، آن را گواهی بر فضای رادیکالی حاکم بر ایران می‌داند.

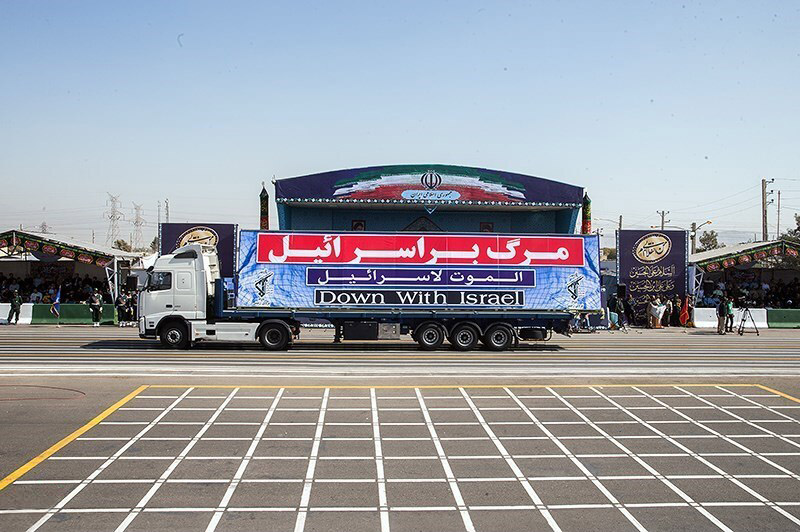
شعار مرگ بر اسرائیل در رژه نیروهای مسلح جمهوری اسلامی ایران

### موافقان
به گزارش سایت اسلام کوئست این شعار به دلیل «ظلم‌های حکومت اسرائیل » جواز شرعی دارد. پس از امیدواری حسن روحانی از حذف مرگ از شعارهای سیاسی، جهان‌نیوز خبری را کار کرد که در آن، ۷ آیه از قرآن به نوعی شعارهای مرگ‌دار را تبلیغ می‌کنند. بر اساس این استدلال، شعار مرگ بر اسرائیل، مصداقی از آیه «اشداء علی الکفار» است. علی البخیتی، سخنگوی سابق و چهره رسمی رسانه ای حوثی‌ها، گفته‌است: «ما واقعاً مرگ کسی را نمی‌خواهیم. این شعار صرفاً علیه دخالت آن دولت‌ها [یعنی ایالات متحده و اسرائیل] است». علی خامنه‌ای نیز این شعار را «شعار ملت ایران» دانسته و آن را مختص به شهری از شهرهای ایران نمی‌داند. سید مسعود جزایری، سخنگوی نیروهای مسلح ایران نیز در مصاحبه‌ای مدعی شد که: «فریادهای مرگ بر آمریکا، مرگ بر انگلیس، مرگ بر اسرائیل و... یک‌شبه ایجاد نشده؛ که با حرف این و آن، از گفتمان سیاسی ملت‌های زخم‌خورده از امپریالیسم و استکبار و رژیم‌های سلطه کنار گذاشته شود.»

## حواشی
یکی از دانشجویان دانشگاه آدلاید در استرالیا با نام حبیبه جاغوری که سردبیر مجله آن دانشگاه بود، به جهت نشر مقاله‌ای یهودستیزانه با عنوان «مرگ بر اسرائیل» در آن، از دانشگاه اخراج شد. این واقعه مربوط به ۱۵ سپتامبر ۲۰۲۲ میلادی است.
جاغوری در مقاله ای با عنوان مرگ بر اسرائیل به تاریخ ۴ اوت ۲۰۲۲، در نشریه این دانشگاه نوشته بود:
راه حل دستیابی به صلح و برقراری عدالت برای فلسطین، مطالبه نابودی اسرائیل است.

فلسطین آزاد و مرگ بر اسرائیل.— جاغوری، تایمز آو ایزرائل